# Курро Торрес
Курро Торрес (ісп. Curro Torres, нар. 27 грудня 1976, Ален) — іспанський футболіст, що грав на позиції захисника. Відомий, зокрема, виступами за клуб «Валенсія» та національну збірну Іспанії. По завершенні кар'єри гравця — тренер.

## Клубна кар'єра
Курро Торрес розпочав свою футбольну кар'єру в клубі «Граменет», з якого в 1997 році перейшов до «Валенсії». Він став основним гравцем другої команди валентійців на два сезони, після чого був відданий в оренду на два сезони спочатку в «Рекреатіво», а потім в «Тенерифе». В «Тенерифе» поряд з Містою та Луїсом Гарсіа під керівництвом Рафи Бенітеса Курро став ключовим гравцем та допоміг команді вийти в Прімеру.
Після закінчення оренди в 2001 році Торрес повернувся у «Валенсію», де став гравцем основи і здобув з командою два національні чемпіонські титули та Кубок УЄФА 2003-04 знову під керівництвом Рафаеля Бенітеса. З 2005 року Торреса починають турбувати травми. Тим не менш йому вдається провести 17 матчів в сезоні 2006-07, проте, в основному, виходячи на заміну Еміліано Моретті на позицію лівого захисника.
В сезоні 2007-08 Торреса знову було віддано в оренду до новачків Прімери клубу «Реал Мурсія», де дали про себе знати старі травми, і Курро зміг провести лише два матчі в лізі. Після вильоту команди в Сегунду Крістобаль знову повернувся у «Валенсію», виступи за яку обмежились двома матчами в Кубку УЄФА за сезон. Після того як на заміну Мігелю частіше став виходити Хедвігес Мадуро, Крістобаль в червні 2009-го вирішив покинути команду.
27 липня Курро Торрес перейшов до «Хімнастіка» з Тарраґони, виступаючого в Сегунді, але не провів жодної хвилини на полі в кубку чи лізі. «Хімнастік» тоді фінішував на 18 місці. В січні 2011 року, після того як в оренду були взяті Борха Вігера та Алекс Бергантінос, контракт з 34-річним Курро було розірвано.
7 квітня 2014 року через неповних 5 років відсутності Торрес повернувся до «Валенсії», де був призначений тренером резервної команди в Сегунді Б.

## Виступи за збірну
Завдяки стабільним виступам в «Валенсії» в 2000-02 роках Курро почав викликатися до національної збірної Іспанії, за яку він дебютував 14 листопада 2001 року в Уельві в товариському матчі проти збірної Мексики (1-0). У складі збірної став учасником чемпіонату світу 2002 року в Японії і Південній Кореї, де вийшов на поле у грі проти збірної Південної Африки в груповому раунді.

## Титули і досягнення
Гравець
Чемпіонат Іспанії
- Чемпіон (2): 2001–02, 2003–04

Кубок Іспанії
- Володар (2): 1998–99, 2007–08

Кубок УЄФА
- Володар (1): 2003–04

Суперкубок УЄФА
- Володар (1): 2004

Кубок Інтертото
- Володар (1): 1998

Тренер
Мейстріліга
- Чемпіон (1): 2024

Кубок Естонії
- Володар (1): 2023–24

Суперкубок Естонії
- Володар (1): 2025